# 默尔特-摩泽尔省
默尔特-摩泽尔省（法語：Meurthe-et-Moselle，法語：[mœʁt‿e mɔzɛl] ⓘ）是法國大東部大區所轄的省份，北鄰比利時、盧森堡。該省編號為54，省府为南锡。

## 历史

1871年法兰克福条约之后阿尔萨斯洛林地区的行政区划，其中法国割让了包括下莱茵省全部、上莱茵省和摩泽尔省的绝大部分地区、默尔特省的将近一半以及孚日省的一小部分

默尔特和摩泽尔省成立于1871年9月7日，由《法兰克福条约》留在法国的默尔特省和摩泽尔省领土组成。
默尔特区（吕内维尔、南锡和图勒）与摩泽尔省的布里埃区一样，仍然是法国的，它们联合起来组成了默尔特和摩泽尔省的新省份。默尔特省的其他地区，即萨兰堡区和萨尔堡区，以及摩泽尔省的其他地区，在1918年之前一直隶属于德意志帝国。
默尔特和摩泽尔省和摩泽尔省之间目前的边界正好对应于1871年至1919年间的法德边界。1940年至1944年纳粹德国事实上吞并摩泽尔省、下莱茵省和上莱茵省后，这一边界再次成为边界。
该省边界内的唯一变化是1997年，由于行政管理的原因，昂德旺皮埃尔蓬并入默尔特和摩泽尔省，该市镇之前属于默兹省。

## 地理

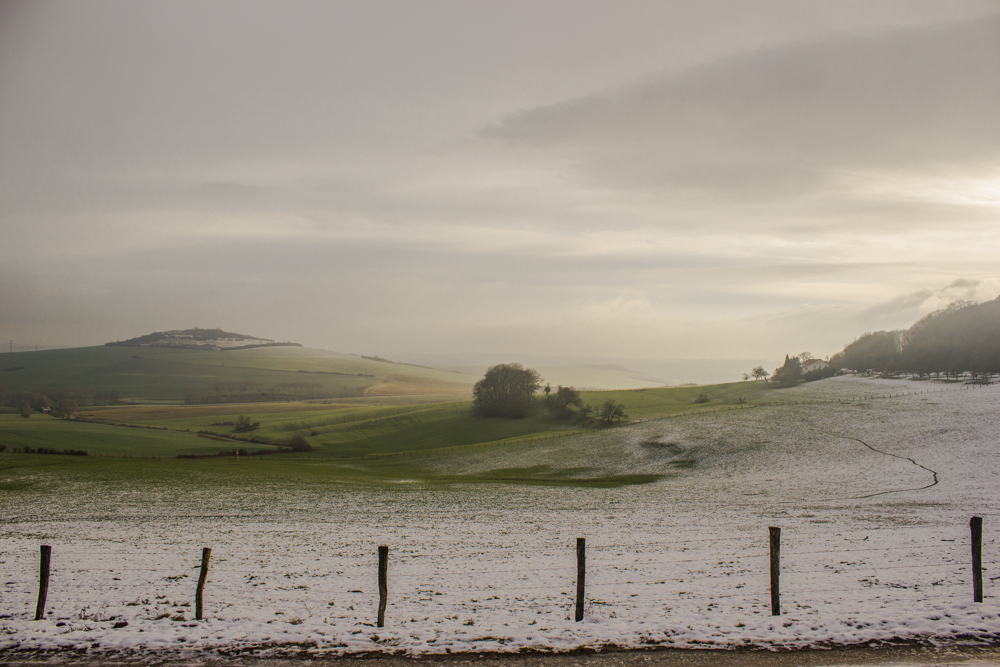
默尔特-摩泽尔省中部的洛林平原

默尔特-摩泽尔省位于洛林中心位置。它被默兹省、孚日省、下莱茵省和摩泽尔省包围，北部边界与卢森堡和比利时接壤。
该省因为普法战争割让领土的问题形成了不同寻常的形状：南北长130公里，东西长7至103公里。这种形状的北部对应于狭地，有时被比作鹅形。该省划分的另一个特点是，其市镇奥特被另一个省默兹省完全包围，形成外飞地。
森林覆盖了该省的32%。它在1999年的风暴中遭到严重破坏。
该省的主要城市是省会南锡。其他重要的城市中心包括瓦勒德布里埃、隆维、吕内维尔、蓬塔穆松、图勒和维勒吕。
该省名字来源于流经它的两条主要河流：摩泽尔河和默尔特河。其他河流包括希耶尔河、克吕讷河、奥恩河、塞耶河、马东河、莫尔塔涅河和沃祖兹河。地形由这些河流在洛林高原挖掘的广阔平原形成。它东南部延续到孚日山脉。
最高点是托吕岩（731米），位于比永维尔和普莱讷河畔拉翁之间。另一个重要的历史地标是锡永山。最低点位于阿尔纳维尔（171米）。

## 气候
默尔特-摩泽尔省的气候受到海洋和大陆的影响。这意味着季节之间的温度差异很大（霜冻-热浪）。然而，降水量适中，很少有暴雨，风通常很弱，没有主要风向。

## 人口
2022年，该省有732898名居民，与2016年相比增长了-0.13%（法国不包括马约特：+2.11%）。

### 主要城市
默尔特-摩泽尔省的主要城市是省会南锡，另外还有旺德夫尔莱南锡、吕内维尔、图勒、隆维、拉克苏、维莱莱南锡和蓬塔穆松等。

## 经济
该省的经济长期以来与采矿（铁、盐和石灰石）有关。它一直繁荣到20世纪60年代，从20世纪70年代开始遭受钢铁危机，迫使它重新调整经济。
在瓦勒德布里埃北部，高地是受这场危机影响最严重的地区。失业率仍然很高，前往比利时和卢森堡的跨境就业非常发达。例如，前钢铁城镇隆维50%的劳动力在卢森堡工作。吕内维尔地区也是一个困难地区。相反，南锡城市群非常活跃，在服务、研究和高等教育方面有着强烈的参与。在该省南部，勒桑图瓦（原洛林公爵的果园）仍然非常乡村。
2008年，作为前美国尚布莱-比西埃空军基地的一部分，开始建造一个重要的航空枢纽，用于生产Skylander SK-105飞机（GECI国际集团），但该公司于2013年被清算，该项目停止，最终被放弃。
图勒-罗西耶尔光伏电站于2012年投产，是当时法国国内最大的光伏电站。

## 政治

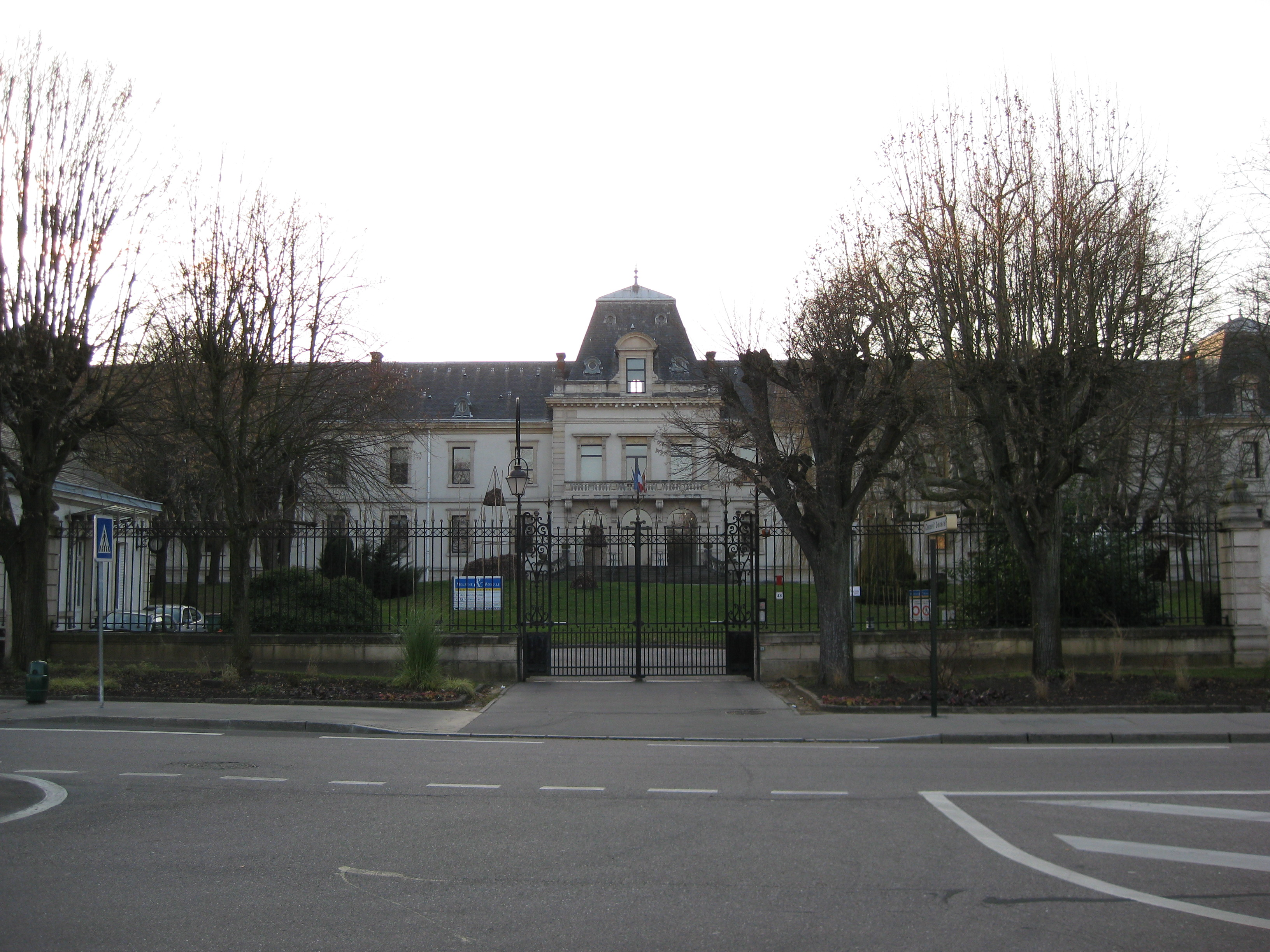
位于南锡的默尔特-摩泽尔省省议会

考虑到该省的形成方式（法国大革命时期两个旧省的历史结合），政治行为相对不同，这取决于一个人是在北部还是南部，取决于他是在工业城市还是在农村地区的中心城市。
事实上，直到今天，布里埃区（默尔特-摩泽尔省北区）一直是左翼的，其影响主要来自工人阶级世界，其起源和移民的多样性，以及其活动的多样性。矿工或钢铁工人、建筑工人或化工工人，北方人通常从左翼政党中选择他们的代表。
南锡的聚居区，工业活动具有一定的分量，更为共享，即使它越来越倾向于左侧，以省会城市为例。
该省南部似乎更保守（长期受教会影响，拥有重要的军事单位，更受农村活动的影响），右翼几十年来一直享有某种形式的霸权。在默尔特-摩泽尔省南部的村庄，国民阵线（国民联盟）取得了非常好的成绩，特别是在总统选举中。
然而，这种情况正在发生变化，使默尔特-摩泽尔省成为洛林诸省中最左翼的省份，也是唯一一个省议会由左翼人士担任主席的省（社会党的谢内丝·基鲁尼）。

## 文化

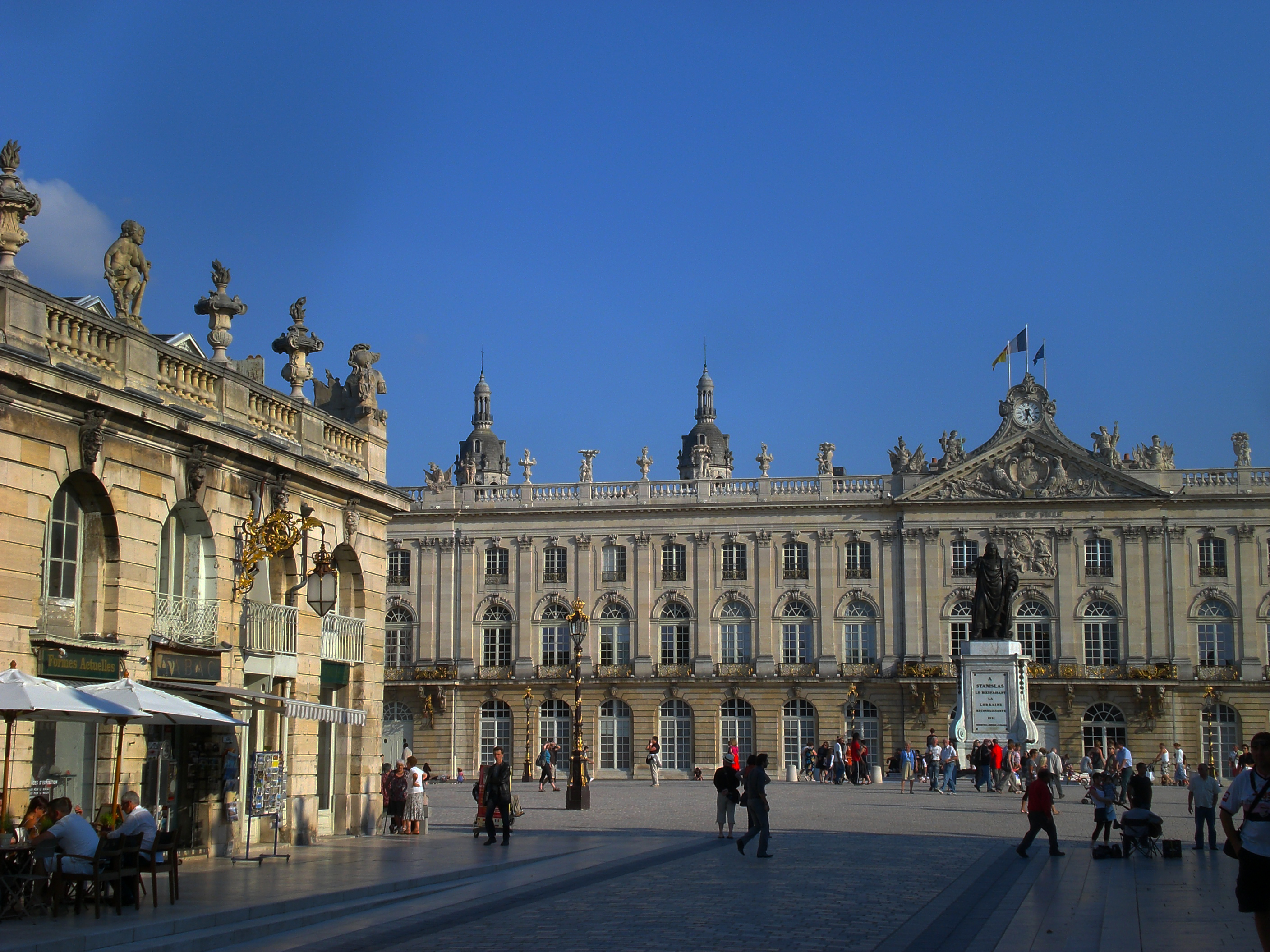
南锡的斯坦尼斯拉斯广场，是一处世界遗产。

普法战争结束后，默尔特-摩泽尔省和摩泽尔省的现有边界并没有标志真正的文化边界，这两个省的居民，除了一些领土规划问题或体育赛事外，都承认自己是同一群体的一部分。
诸如在隆维附近，上地地区的前工业盆地在文化上仍然更接近摩泽尔省的蒂永维尔地区，而不是该省南部。

## 交通
该省的主要交通枢纽是南锡。该省的交通历史以该市与梅斯的竞争为标志：尽管A4高速公路的路线一直是激烈辩论的主题-它最终经过梅斯北部-但已经建立了一个单一的机场为两座城市提供服务，东部高速铁路在两座城市之间运行-但更靠近梅斯。

## 名人
- 弗洛朗坦·菲卡捷，1765年2月9日出生，1817年11月28日于圣尼古拉德波尔去世，是法国大革命和帝国时期的将军。
- 皮埃尔·维克多·亚历山大·菲卡捷，1803年1月12日生于南锡，1880年11月18日去世，弗洛朗坦的独生子，法国作家和军事人物。

## 备注
1. ↑  在其他国家在法律上承认的条约签署后，从法律上讲，不再存在吞并这些领土的问题，这些领土随后成为帝国领地。
2. ↑  2025年1月1日生效的参考城市人口，2022年年份，在2024年1月2日生效的领土范围内定义，统计参考日期：2022年2月1日。

1. ↑  . Conseil général de Meurthe-et-Moselle.
2. ↑  Alphonse Schmitt. . Annales de l'Est (Berger-Levrault). 1928-1929, 42–43: 9.